# Noureddine Ferroukhi
Noureddine Ferroukhi (né à Miliana le 26 novembre 1959, et mort à Marseille le 3 avril 2019) était un artiste peintre algérien.

## Biographie
Il était diplômé de l'École supérieure des beaux-arts d'Alger en céramique et peinture où il enseignait l'histoire de l'art étant détenteur d'un doctorat délivré par l'université de Paris-Nanterre.
Il possédait également un diplôme en muséologie de l’École du Louvre ainsi qu'un diplôme de l'École nationale du patrimoine en conservation.
La conception de la muséographique du musée Dinet de Bou Saâda lui a été confiée, ainsi que l'organisation du : « Fonds art et École nationale du patrimoine révolution », de la Maison de culture de Annaba.
En 2001, il co-fonde avec Ammar Bouras, Hellal Zoubir puis Karim Sergoua et d’autres plasticiens algériens, le groupe Essabaghine. Ce dernier militait pour le renouveau de l’art algérien et l’indépendance des artistes.
En 2016 Noureddine Ferroukhi présente son exposition Brin d’amour, dans laquelle il revisite les mythes et traditions amoureux du Maghreb et de la Méditerranée.
En 2018, Il expose lors de l'exposition collective La peinture algérienne dans sa diversité, à Paris  organisée par la galerie d'art El Yasmine.
Il décède à Marseille le 3 avril 2019, à la clinique Sainte Élisabeth, des suites d'un cancer.